# Elecciones municipales de Huancayo de 1989
Las elecciones municipales de Huancayo de 1989 se llevaron a cabo el 12 de noviembre de 1989 para elegir al alcalde y al Concejo Provincial de Huancayo para el periodo 1990-1992. La elección se celebró simultáneamente con elecciones municipales en todo el país.

## Sistema electoral
La Municipalidad Provincial de Huancayo es el órgano administrativo y de gobierno de la provincia de Huancayo. Está compuesta por el alcalde y el Concejo Provincial.
La votación del alcalde y el concejo se realiza en base al sufragio universal, que comprende a todos los ciudadanos nacionales mayores de dieciocho años, empadronados y residentes en la provincia de Huancayo y en pleno goce de sus derechos políticos, así como a los ciudadanos no nacionales residentes y empadronados en la provincia de Huancayo.
El Concejo Provincial de Huancayo está compuesto por 19 regidores elegidos por sufragio directo para un período de tres (3) años, en forma conjunta con la elección del alcalde (quien lo preside). La votación es por lista cerrada y bloqueada. Se asigna a la lista ganadora los escaños según el método d'Hondt o la mitad más uno, lo que más le favorezca.

## Composición del Concejo Provincial de Huancayo
La siguiente tabla muestra la composición del Concejo Provincial de Huancayo antes de las elecciones.
| Partidos | Partidos                  | Regidores |
| -------- | ------------------------- | --------- |
|          | Partido Aprista Peruano   | 10        |
|          | Izquierda Unida           | 8         |
|          | Partido Popular Cristiano | 1         |

## Partidos y candidatos
A continuación se muestra una lista de los principales partidos y alianzas electorales que participaron en las elecciones:
| Candidatura | Candidatura | Partidos y alianzas | Candidatos | Candidatos             | Ideología                                                        | Resultado previo | Resultado previo | Ref. |
| Candidatura | Candidatura | Partidos y alianzas | Candidatos | Candidatos             | Ideología                                                        | Votos (%)        | Reg.             | Ref. |
| ----------- | ----------- | --- | ---------- | ---------------------- | ---------------------------------------------------------------- | ---------------- | ---------------- | ---- |
|             | APRA        | Lista - Partido Aprista Peruano (APRA) |            | Víctor Muñoz Ramos     | Aprismo                                                          | 52.23%           | 10               |      |
|             | IU          | Lista - Izquierda Unida (IU) – Unión de Izquierda Revolucionaria (UNIR) – Partido Unificado Mariateguista (PUM) – Partido Comunista Peruano (PCP) – Frente Obrero Campesino Estudiantil y Popular (FOCEP) |            | Juan Baquerizo Baldeón | Marxismo-leninismo Mariateguismo Socialismo democrático          | 38.58%           | 8                |      |
|             | ASI         | Lista - Acuerdo Socialista de Izquierda (ASI) – Partido Socialista Revolucionario (PSR) – Partido Comunista Revolucionario (PCR) – Movimiento Socialista Peruano (MSP)                                    |            | Pedro Melgar Melchor   | Mariateguismo Socialismo democrático                             | 38.58%           | 8                |      |
|             | FREDEMO     | Lista - Frente Democrático (FREDEMO) – Acción Popular (AP) – Movimiento Libertad (Libertad) – Partido Popular Cristiano (PPC)                                                                             |            | Pedro Morales Mansilla | Liberalismo económico Humanismo cristiano Conservadurismo social | 8.24%            | 1                |      |
|             | FNTC        | Lista - Frente Nacional de Trabajadores y Campesinos (FNTC) |            | Diego Veliz Duarte     | Nacionalismo de izquierda Tahuantinsuyismo                       | Nuevo            | Nuevo            |      |
|             | IND         | Lista - Lista Independiente Avanzada Democrática de Integración |            | Francisco Calle Hayen  | Localismo huancaíno                                              | Nuevo            | Nuevo            |      |

## Resultados

### Sumario general
| |                                                         |              |              |              |           |           |
| Partidos y coaliciones                                                                                      | Partidos y coaliciones                                  | Voto popular | Voto popular | Voto popular | Regidores | Regidores |
| Partidos y coaliciones                                                                                      | Partidos y coaliciones                                  | Votos        | %            | ±pp          | Total     | +/−       |
| | Frente Democrático (FREDEMO)1                           | 30,158       | 38.52        | +30.28       | 11        | +10       |
| | Izquierda Unida (IU)                                    | 24,952       | 31.87        | –6.71        | 5         | –3        |
| | Partido Aprista Peruano (APRA)                          | 8,634        | 11.03        | –41.20       | 1         | –9        |
| | Frente Nacional de Trabajadores y Campesinos (FNTC)     | 6,540        | 8.35         | Nuevo        | 1         | +1        |
| | Lista Independiente Avanzada Democrática de Integración | 6,325        | 8.08         | n/a          | 1         | +1        |
| | Acuerdo Socialista de Izquierda (ASI)                   | 1,690        | 2.16         | Nuevo        | 0         | ±0        |
| |                                                         |              |              |              |           |           |
| Total | Total                                                   | 78,299       |              |              | 19        | ±0        |
| |                                                         |              |              |              |           |           |
| Votos válidos                                                                                               | Votos válidos                                           | 78,299       | 69.97        | –24.82       |           |           |
| Votos en blanco                                                                                             | Votos en blanco                                         | 9,387        | 8.39         | +7.46        |           |           |
| Votos nulos                                                                                                 | Votos nulos                                             | 24,213       | 21.64        | +17.35       |           |           |
| Votos emitidos                                                                                              | Votos emitidos                                          | 111,899      | 51.60        | –17.88       |           |           |
| Abstenciones                                                                                                | Abstenciones                                            | 104,964      | 48.40        | +17.88       |           |           |
| Votantes registrados                                                                                        | Votantes registrados                                    | 216,863      |              |              |           |           |
| |                                                         |              |              |              |           |           |
| Fuente: |                                                         |              |              |              |           |           |
| Notas al pie: 1 Comparado con los resultados del Partido Popular Cristiano (PPC) en las elecciones de 1986. |                                                         |              |              |              |           |           |
| Notas al pie:                                                                                               |                                                         |              |              |              |           |           |
| 1 Comparado con los resultados del Partido Popular Cristiano (PPC) en las elecciones de 1986.               |                                                         |              |              |              |           |           |

### Concejo Provincial de Huancayo
| Cargo                          | Autoridad electa            | Partido político | Partido político                                        |
| ------------------------------ | --------------------------- | ---------------- | ------------------------------------------------------- |
| Alcalde Provincial de Huancayo | Pedro Morales Mansilla      |                  | Frente Democrático                                      |
| Regidor Provincial de Huancayo | Hernán Espinoza Cárdenas    |                  | Frente Democrático                                      |
| Regidor Provincial de Huancayo | Fortunato Gaspar Carhuamaca |                  | Frente Democrático                                      |
| Regidor Provincial de Huancayo | Emilio Chávez Salazar       |                  | Frente Democrático                                      |
| Regidor Provincial de Huancayo | Carlos Visag Berrospi       |                  | Frente Democrático                                      |
| Regidor Provincial de Huancayo | Leoncio Romaní Carbajal     |                  | Frente Democrático                                      |
| Regidor Provincial de Huancayo | Aníbal Quispe Rojas         |                  | Frente Democrático                                      |
| Regidor Provincial de Huancayo | Miguel Menéndez Espinal     |                  | Frente Democrático                                      |
| Regidor Provincial de Huancayo | Felipe Ochoa Díaz           |                  | Frente Democrático                                      |
| Regidor Provincial de Huancayo | Pablo Velapatiño Palomino   |                  | Frente Democrático                                      |
| Regidor Provincial de Huancayo | Carlos Berrío Córdova       |                  | Frente Democrático                                      |
| Regidor Provincial de Huancayo | Augusto Fuentes Bendezú     |                  | Frente Democrático                                      |
| Regidor Provincial de Huancayo | Gilberto Gomero Rodríguez   |                  | Izquierda Unida                                         |
| Regidor Provincial de Huancayo | Alejandro Romero Tovar      |                  | Izquierda Unida                                         |
| Regidor Provincial de Huancayo | Benigno Ártica Castillo     |                  | Izquierda Unida                                         |
| Regidor Provincial de Huancayo | Washington Gonzales Moreno  |                  | Izquierda Unida                                         |
| Regidor Provincial de Huancayo | Juan Sánchez Soto           |                  | Izquierda Unida                                         |
| Regidor Provincial de Huancayo | Roberto Mauricio Villaverde |                  | Partido Aprista Peruano                                 |
| Regidor Provincial de Huancayo | Saturnino Inga Borja        |                  | Frente Nacional de Trabajadores y Campesinos            |
| Regidor Provincial de Huancayo | Carlos Castillo Loli        |                  | Lista Independiente Avanzada Democrática de Integración |

## Elecciones municipales distritales

### Resultados por distrito
La siguiente tabla enumera el control de los distritos de la provincia de Huancayo. El cambio de mando de una organización política se resalta del color de ese partido.
| Distrito                  | Alcalde(sa) titular            | Partido político | Partido político        | Alcalde(sa) electo(a)                          | Partido político                               | Partido político                               |
| ------------------------- | ------------------------------ | ---------------- | ----------------------- | ---------------------------------------------- | ---------------------------------------------- | ---------------------------------------------- |
| Áhuac                     | Sulpicio Guerra Cárdenas       |                  | Partido Aprista Peruano | Celia Fernández Dávila                         |                                                | Frente Democrático                             |
| Carhuacallanga            | Rufino Laura Eulogio           |                  | Izquierda Unida         | Elecciones municipales complementarias de 1991 | Elecciones municipales complementarias de 1991 | Elecciones municipales complementarias de 1991 |
| Chacapampa                | Sixto Córdova Guevara          |                  | Partido Aprista Peruano | Sin información disponible                     | Sin información disponible                     | Sin información disponible                     |
| Chicche                   | Flores Orihuela Lozano         |                  | Partido Aprista Peruano | Sin información disponible                     | Sin información disponible                     | Sin información disponible                     |
| Chilca                    | Manuel Gálvez Caballero        |                  | Partido Aprista Peruano | Florentino Tello Quispe                        |                                                | Izquierda Unida                                |
| Chongos Alto              | Rudecindo Machacuay de la Cruz |                  | Izquierda Unida         | Sin información disponible                     | Sin información disponible                     | Sin información disponible                     |
| Chongos Bajo              | Pedro Macha Gutarra            |                  | Partido Aprista Peruano | Antonio Nestares Baldeón                       |                                                | Partido Aprista Peruano                        |
| Chupaca                   | Augusto Palacios Córdova       |                  | Partido Aprista Peruano | Máximo Arrieta La Torre                        |                                                | Izquierda Unida                                |
| Chupuro                   | Donayre García Munive          |                  | Partido Aprista Peruano | Ernesto Chambergo Lozano                       |                                                | Frente Democrático                             |
| Colca                     | Esteban Cerrón Olivera         |                  | Izquierda Unida         | Elecciones municipales complementarias de 1991 | Elecciones municipales complementarias de 1991 | Elecciones municipales complementarias de 1991 |
| Cullhuas                  | Avelino Palián Flores          |                  | Partido Aprista Peruano | Graciano Palomino Flores                       |                                                | Izquierda Unida                                |
| El Tambo                  | Víctor Esquén Sánchez          |                  | Partido Aprista Peruano | Arturo Poma Ramos                              |                                                | Frente Democrático                             |
| Huáchac                   | Fidencio Vílchez López         |                  | Partido Aprista Peruano | Sin información disponible                     | Sin información disponible                     | Sin información disponible                     |
| Huacrapuquio              | David Sinche Inga              |                  | Partido Aprista Peruano | Tito Quispe Yupanqui                           |                                                | Izquierda Unida                                |
| Hualhuas                  | Gamaniel Gamarra Véliz         |                  | Partido Aprista Peruano | Sin información disponible                     | Sin información disponible                     | Sin información disponible                     |
| Huamancaca Chico          | Héctor Baltazar Roldán         |                  | Partido Aprista Peruano | Howard Gómez Chipana                           |                                                | Unión Democrática                              |
| Huancán                   | Florencio Tovar Cristóbal      |                  | Partido Aprista Peruano | Ángel Bernaola Tovar                           |                                                | Izquierda Unida                                |
| Huasicancha               | Urbano Pomayay Cahuana         |                  | Partido Aprista Peruano | Sin información disponible                     | Sin información disponible                     | Sin información disponible                     |
| Huayucachi                | Óscar Carhuallanqui Ceballos   |                  | Partido Aprista Peruano | Rolando Capacyachi Oré                         |                                                | Partido Aprista Peruano                        |
| Ingenio                   | Justo Basaldua Zamudio         |                  | Izquierda Unida         | Inocente Atencio B.                            |                                                | Frente Democrático                             |
| Pariahuanca               | Julio Gonzales Oré             |                  | Izquierda Unida         | Alberto Laurente Cunyas                        |                                                | Partido Aprista Peruano                        |
| Pilcomayo                 | Milán Gutarra Lazo             |                  | Partido Aprista Peruano | Esteban Ninamango Vásquez                      |                                                | Frente Democrático                             |
| Pucará                    | Federico Delso Ambrosio        |                  | Partido Aprista Peruano | Leoncio Orihuela Medrano                       |                                                | Frente Democrático                             |
| Quichuay                  | Pedro Suazo Payano             |                  | Partido Aprista Peruano | Lucio Raymundo Moya                            |                                                | Avanzada Democrática                           |
| Quilcas                   | Óscar Rivera Carhuachin        |                  | Partido Aprista Peruano | Elecciones municipales complementarias de 1991 | Elecciones municipales complementarias de 1991 | Elecciones municipales complementarias de 1991 |
| San Agustín               | Ernesto Veli Galindo           |                  | Partido Aprista Peruano | Alberto Campos Iparraguirre                    |                                                | Unión Cívica Independiente                     |
| San Jerónimo de Tunán     | Romeo Véliz Chacón             |                  | Partido Aprista Peruano | Abilio Acosta Malpica                          |                                                | Frente Democrático                             |
| San Juan de Jarpa         | Benedicto Melgar Quispealaya   |                  | Partido Aprista Peruano | Pablo Mayorga Vega                             |                                                | Partido Aprista Peruano                        |
| San Juan de Yscos         | Eusebio Velásquez Rivera       |                  | Partido Aprista Peruano | Tiburcio Lermo Villar                          |                                                | Frente Democrático                             |
| Santo Domingo de Acobamba | Donato Álvarez Campos          |                  | Partido Aprista Peruano | Elecciones municipales complementarias de 1991 | Elecciones municipales complementarias de 1991 | Elecciones municipales complementarias de 1991 |
| Saño                      | César Camayo Pérez             |                  | Partido Aprista Peruano | Evelza Pacheco Espinoza                        |                                                | Unión Cívica Independiente                     |
| Sapallanga                | Albino Remuzgo Coronel         |                  | Partido Aprista Peruano | Oswaldo Huamán Baltazar                        |                                                | Izquierda Unida                                |
| Sicaya                    | Jesús Gutarra Carhuamaca       |                  | Partido Aprista Peruano | Longino Navarro Balvín                         |                                                | Izquierda Unida                                |
| Tres de Diciembre         | Juan Arteaga Lara              |                  | Partido Aprista Peruano | Elecciones municipales complementarias de 1991 | Elecciones municipales complementarias de 1991 | Elecciones municipales complementarias de 1991 |
| Viques                    | Félix Porras Ticllas           |                  | Partido Aprista Peruano | Elecciones municipales complementarias de 1991 | Elecciones municipales complementarias de 1991 | Elecciones municipales complementarias de 1991 |
| Yanacancha                | Mauro Camayo Macha             |                  | Partido Aprista Peruano | Sin información disponible                     | Sin información disponible                     | Sin información disponible                     |